# Brocchinioideae
Brocchinioideae je potporodica tamjanikovki iz Južne Amerike.

## Rodovi
Subfamilia Brocchinioideae Givnish
1. Sequencia Givnish (1 sp.)
2. Ayensua L. B. Sm. (1 sp.)
3. Brocchinia Schult. & Schult.f. (19 spp.)